# 幫組
在漢語音韻學中，幫組是指脣音聲母：
- 幫母
- 滂母
- 並母
- 明母

狹義上，幫組不包括由其分化而出的輕唇音（非組）聲母。